# Abrar-ul-Haq
Abrar-ul-Haq, född 21 juli 1968 i Lahore, är en pakistansk sångare, kompositör och textförfattare. Han satsade på allvar på en karriär som artist efter att han hade tagit en mastersexamen i "social studies" och anställts som lärare vid Aitcheson College i Lahore.
Han debuterade 1995 med albumet Billo Day Ghar, som blev en enorm framgång och sålde i över 16 miljoner exemplar. Att titellåten bannlystes i pakistansk radio på grund av sitt "djärva" innehåll bidrog säkerligen till framgången. Sedan dess har han etablerat sig som en av Pakistans mest populära artister med sin fängslande blandning av pop och folkmusik (bhangra). Av senare album kan nämnas Bay Ja Cycle Tay (1999), Assan Jana Mall-O-Mall (2002) och Nachan Main Auday Naal (2004).
Abrar-ul-Haq är också känd för sitt omfattande välgörenhets- och solidaritetsarbete.